# Liste des titres musicaux numéro un au Canada en 2016
Cette page liste les titres musicaux classés numéro un au Canada au cours de l'année 2016 d'après le Canadian Hot 100.

## Historique
| №  | Date         | Artiste(s)                                | Chanson                   | Réf.   |
| -- | ------------ | ----------------------------------------- | ------------------------- | ------ |
| 1  | 2 janvier    | Justin Bieber                             | Sorry                     | [ 1 ]  |
| 2  | 9 janvier    | Justin Bieber                             | Sorry                     | [ 2 ]  |
| 3  | 16 janvier   | Justin Bieber                             | Sorry                     | [ 3 ]  |
| 4  | 23 janvier   | Justin Bieber                             | Sorry                     | [ 4 ]  |
| 5  | 30 janvier   | Justin Bieber                             | Sorry                     | [ 5 ]  |
| 6  | 6 février    | Justin Bieber                             | Sorry                     | [ 6 ]  |
| 7  | 13 février   | Justin Bieber                             | Sorry                     | [ 7 ]  |
| 8  | 20 février   | Zayn                                      | Pillowtalk                | [ 8 ]  |
| 9  | 27 février   | Justin Bieber                             | Love Yourself             | [ 9 ]  |
| 10 | 5 mars       | Justin Bieber                             | Love Yourself             | [ 10 ] |
| 11 | 12 mars      | Rihanna featuring Drake                   | Work                      | [ 11 ] |
| 12 | 19 mars      | Rihanna featuring Drake                   | Work                      | [ 12 ] |
| 13 | 26 mars      | Rihanna featuring Drake                   | Work                      | [ 13 ] |
| 14 | 2 avril      | Rihanna featuring Drake                   | Work                      | [ 14 ] |
| 15 | 9 avril      | Lukas Graham                              | 7 Years                   | [ 15 ] |
| 16 | 16 avril     | Lukas Graham                              | 7 Years                   | [ 16 ] |
| 17 | 23 avril     | Lukas Graham                              | 7 Years                   | [ 17 ] |
| 18 | 30 avril     | Lukas Graham                              | 7 Years                   | [ 18 ] |
| 19 | 7 mai        | Drake featuring Wizkid et Kyla            | One Dance                 | [ 19 ] |
| 20 | 14 mai       | Drake featuring Wizkid et Kyla            | One Dance                 | [ 20 ] |
| 21 | 21 mai       | Drake featuring Wizkid et Kyla            | One Dance                 | [ 21 ] |
| 22 | 28 mai       | Drake featuring Wizkid et Kyla            | One Dance                 | [ 22 ] |
| 23 | 4 juin       | Drake featuring Wizkid et Kyla            | One Dance                 | [ 23 ] |
| 24 | 11 juin      | Drake featuring Wizkid et Kyla            | One Dance                 | [ 24 ] |
| 25 | 18 juin      | Drake featuring Wizkid et Kyla            | One Dance                 | [ 25 ] |
| 26 | 25 juin      | Justin Timberlake                         | Can't Stop the Feeling!   | [ 26 ] |
| 27 | 2 juillet    | Sia featuring Sean Paul                   | Cheap Thrills             | [ 27 ] |
| 28 | 9 juillet    | Sia featuring Sean Paul                   | Cheap Thrills             | [ 28 ] |
| 29 | 16 juillet   | Sia featuring Sean Paul                   | Cheap Thrills             | [ 29 ] |
| 30 | 23 juillet   | Calvin Harris featuring Rihanna           | This Is What You Came For | [ 30 ] |
| 31 | 30 juillet   | Calvin Harris featuring Rihanna           | This Is What You Came For | [ 31 ] |
| 32 | 6 août       | Calvin Harris featuring Rihanna           | This Is What You Came For | [ 32 ] |
| 33 | 13 août      | Major Lazer featuring Justin Bieber et MØ | Cold Water                | [ 33 ] |
| 34 | 20 août      | Sia featuring Sean Paul                   | Cheap Thrills             | [ 34 ] |
| 35 | 27 août      | Major Lazer featuring Justin Bieber et MØ | Cold Water                | [ 35 ] |
| 36 | 3 septembre  | Major Lazer featuring Justin Bieber et MØ | Cold Water                | [ 36 ] |
| 37 | 10 septembre | The Chainsmokers featuring Halsey         | Closer                    | [ 37 ] |
| 38 | 17 septembre | The Chainsmokers featuring Halsey         | Closer                    | [ 38 ] |
| 39 | 24 septembre | The Chainsmokers featuring Halsey         | Closer                    | [ 39 ] |
| 40 | 1er octobre  | The Chainsmokers featuring Halsey         | Closer                    | [ 40 ] |
| 41 | 8 octobre    | The Chainsmokers featuring Halsey         | Closer                    | [ 41 ] |
| 42 | 15 octobre   | The Chainsmokers featuring Halsey         | Closer                    | [ 42 ] |
| 43 | 22 octobre   | The Chainsmokers featuring Halsey         | Closer                    | [ 43 ] |
| 44 | 29 octobre   | The Chainsmokers featuring Halsey         | Closer                    | [ 44 ] |
| 45 | 5 novembre   | The Chainsmokers featuring Halsey         | Closer                    | [ 45 ] |
| 46 | 12 novembre  | The Chainsmokers featuring Halsey         | Closer                    | [ 46 ] |
| 47 | 19 novembre  | The Chainsmokers featuring Halsey         | Closer                    | [ 47 ] |
| 48 | 26 novembre  | The Chainsmokers featuring Halsey         | Closer                    | [ 48 ] |
| 49 | 3 décembre   | The Chainsmokers featuring Halsey         | Closer                    | [ 49 ] |
| 50 | 10 décembre  | The Weeknd featuring Daft Punk            | Starboy                   | [ 50 ] |
| 51 | 17 décembre  | The Weeknd featuring Daft Punk            | Starboy                   | [ 51 ] |
| 52 | 24 décembre  | The Weeknd featuring Daft Punk            | Starboy                   | [ 52 ] |
| 53 | 31 décembre  | The Weeknd featuring Daft Punk            | Starboy                   | [ 53 ] |